# Козлово (посёлок городского типа, Конаковский район)
Козло́во — посёлок городского типа в Конаковском районе Тверской области России.
Образует городское поселение посёлок Козлово.

## География
Расположен на заповедной территории рядом с госкомплексом «Завидово» (действует пропускной режим), в 60 км к юго-востоку от областного центра, в 11 км от железнодорожной станции Завидово на линии Москва — Санкт-Петербург.

## История
В XIX — начале XX веке известно как село Клинского уезда Московской губернии. Статус посёлка городского типа — с 1958 года.

## Население
| 1959  | 2002  | 2009  | 2010  | 2012  | 2013  | 2014  | 2015  | 2016  |
| ----- | ----- | ----- | ----- | ----- | ----- | ----- | ----- | ----- |
| 3259  | ↗4388 | ↘4107 | ↘3884 | ↘3861 | ↗3880 | ↗3915 | ↘3891 | ↘3873 |
| 2017  | 2018  | 2019  | 2020  | 2021  |       |       |       |       |
| ↘3826 | ↘3696 | ↘3586 | ↘3452 | ↘3022 |       |       |       |       |

## Экономика

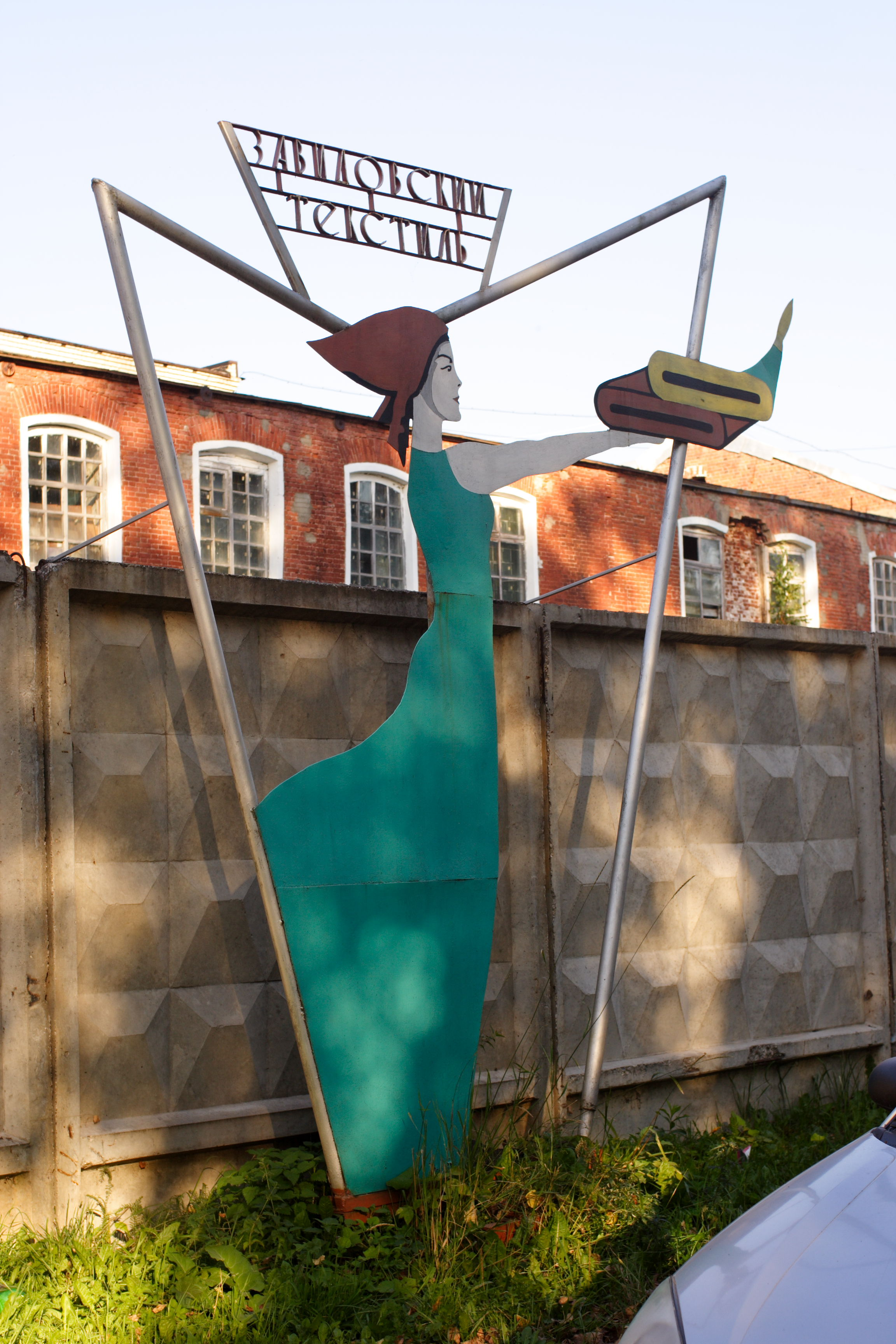
Аллегорическая фигура у ворот текстильной фабрики

В Козлове находится тонкосуконная фабрика ООО «Завидовский текстиль», которая была основана в 1858 году Ипполитом Цезаревичем Фланденом (фр. Celestin Hippolit Flandin 23.06.1824—16.12.1903), российским подданным, санкт-петербургским 2-й гильдии и клинским 1-й гильдии купцом, братом известного московского аптекаря и фотографа Альфонса Цезаревича Фландена. 18.04.1858 г. временный ейский купец Эдуард Фёдорович Гольцгауер продал И. Ц. Фландену за три тысячи рублей серебром землю в размере десяти десятин тысячи четыреста двадцати сажен — пустошь Василёво при деревне Козлово на берегу реки Котевли Клинского уезда Московской губернии, а также находящееся на этой земле строение — деревянный дом, крытый тёсом. С этого момента и началась история фабрики, выпускавшей скатерти и ковры.
На территории посёлка располагается 2 магазина Магнит и Магнит Косметик, действует продуктовый рынок.
Также в окрестностях Козлова действуют научно-опытное хозяйство «Завидово», лесхоз.

## Достопримечательности
Сохранилась церковь Иоанна Предтечи, построенная в 1880 г. на деньги И. Ц. Фландена. Обелиск воинам-землякам, павшим в Великой Отечественной войне.